# Chuck Flores
Chuck Flores, de son vrai nom Charles Walter Flores, né le 5 janvier 1935 à Orange en Californie et mort le 24 novembre 2016, est un batteur de jazz américain. C'est un représentant du Jazz West Coast.

## Biographie
Au début des années 1950, Chuck Flores apprend la batterie auprès de Shelly Manne. Il débute professionnellement dans le big band d'Ike Carpenter, puis joue dans celui de Woody Herman. Au milieu de la décennie, il participe au mouvement du jazz West Coast, jouant et enregistrant avec Art Pepper, Bud Shank, Cy Touff ou Bob Cooper.
En 1974, il est de la création du groupe L.A. Four avec Shank, Laurindo Almeida et Ray Brown.

## Discographie partielle

### Comme sideman
- 1956 : Cy Touff : Cy Touff, His Octet & Quintet, Pacific Jazz Records PJ-1211
- 1958 : Holiday In Brazil, de Laurindo Almeida et Bud Shank, World Pacific Records WP-1259

## Sources
- Courte biographie sur le site Allmusic.com